# Until It Sleeps
Until It Sleeps – napisany przez Jamesa Hetfielda i Larsa Ulricha utwór amerykańskiego zespołu Metallica, który pochodzi z płyty Load z roku 1996. Jak każda ballada nagrana przez zespół znalazła się na czwartej pozycji na krążku.
Piosenka była pierwszym singlem promującym album i piątym pod względem sprzedaży przebojem grupy.
Utwór jest jednym z najkrótszych na płycie. Utrzymany jest w wolnym tempie. Powstał w studiu, w czasie gdy zespół jammował wokół riffu, Bob Rock włączył nagrywanie i zarejestrował istotę tego, czym miał stać się singel. Demo utworu nosiło tytuł „Fell On Black Days” (Nadeszły Czarne Dni”, w skrócie „F.O.B.D”).
W ostatnich latach piosenka jest bardzo rzadko grana przez zespół na koncertach. Piosenka zagrana została 22 kwietnia 1999 roku na koncercie z towarzyszeniem orkiestry symfonicznej. Zarejestrowany materiał trafił na album S&M.

## Tekst
Słowa do „Until It Sleeps” napisał Hetfield. To opowieść o chorobie i śmierci jego ojca Virgila, który zmarł na nieleczonego raka, podobnie jak matka kilka lat wcześniej. Gniew Jamesa skierowany jest w stronę Boga, który pozwolił umrzeć jego rodzicom w świadomości, że nie są godni spotkania z Bogiem, bo ich wiara była zbyt słaba. Rodzice Hetfielda należeli do Stowarzyszenia Chrześcijańskiej Nauki. Jest to organizacja, która nakazuje swoim wyznawcom unikanie medycyny i samodzielne leczenie dolegliwości. Wyznawcy wierzą w uzdrawiającą moc Boga, a wobec chorób pozostają bierni. Hetfield uważa, że gdyby nie ta organizacja, jego rodzice żyliby do dziś. „Until It Sleeps” nie jest jedynym utworem w dorobku grupy poruszającym temat „Christian Science”; do podobnego tematu nawiązują piosenki „Dyers Eve”, „The God That Failed” i „Thorn Within”.

## Lista utworów
Singiel CD (wersja #1)
1. „Until It Sleeps”
2. „2 X 4” (na żywo)
3. „F.O.B.D.” (wczesna wersja, w trakcie tworzenia)

Singiel CD (wersja #2)
1. „Until It Sleeps”
2. „Kill” / „Ride Medley” (na żywo)
3. „Until It Sleeps” (miks Hermana Melville’a)

## Teledysk
Do piosenki powstał teledysk. Wyreżyserował go Samuel Bayer w Los Angeles w dniach 6–7 maja 1996. 23 maja odbyła się premiera telewizyjna klipu. Inspiracją do powstania teledysku był obraz Hieronima Boscha „Ogród Ziemskich Rozkoszy”. Postać Jezusa w klipie bardzo przypomina Cliffa Burtona, byłego basistę zespołu tragicznie zmarłego w 1986 roku.
Klip został uznany na gali MTV Video Music Awards za najlepszy teledysk rockowy nakręcony w 1996 roku.

## Twórcy
- James Hetfield – gitara rytmiczna, śpiew
- Lars Ulrich – perkusja
- Kirk Hammett – gitara prowadząca
- Jason Newsted – gitara basowa, chórki
- Bob Rock – producent

## Wersje innych wykonawców
W październiku 2000 roku ukazał się album Cult fińskiego zespołu Apocalyptica. Znalazł się na nim cover „Until It Sleeps” zagrany na samych wiolonczelach. Utwór doczekał się również kilku remiksów.